# Grande Embaixada de Pedro I

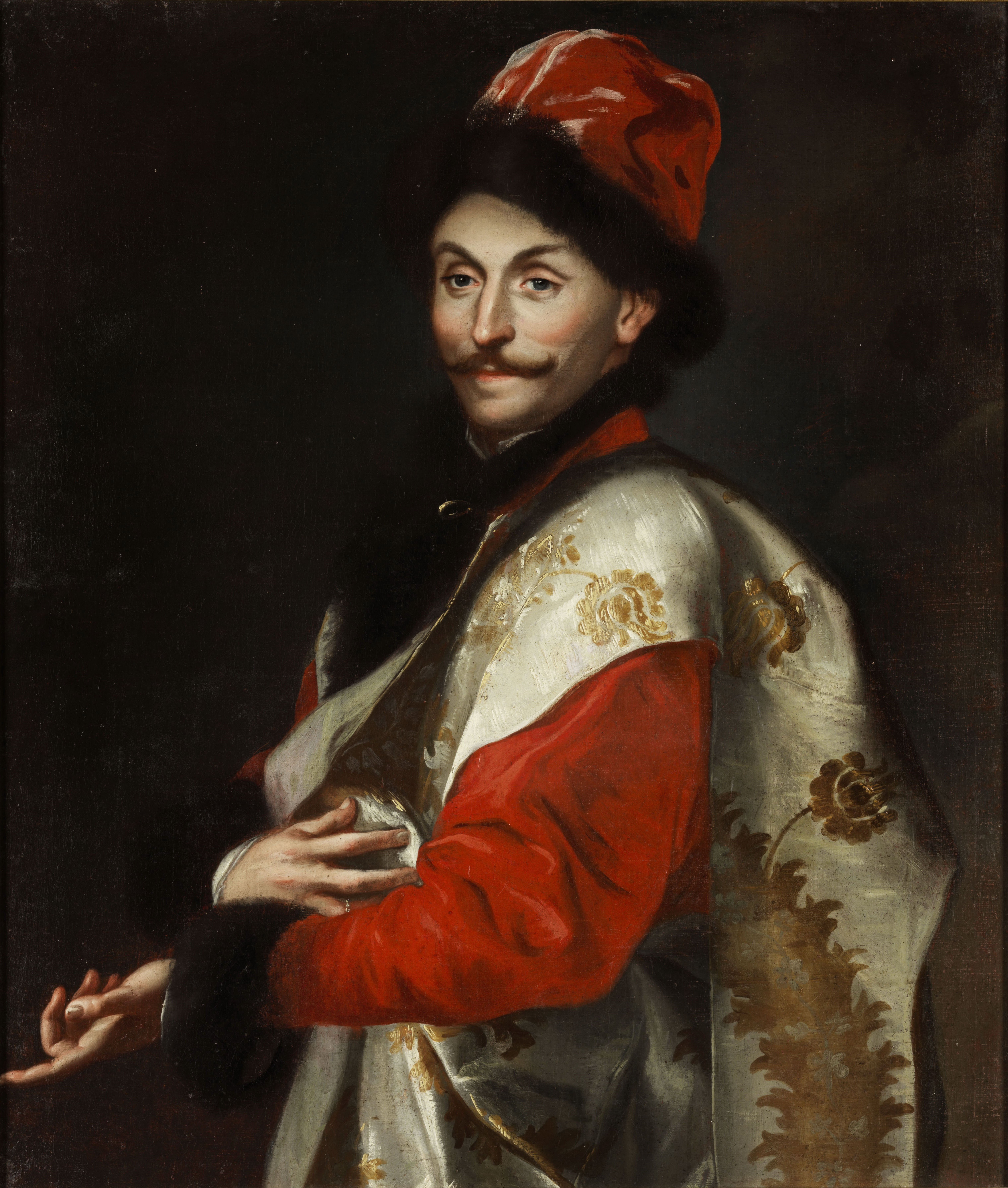
Membro da Grande Embaixada de Pedro, o Grande, por anônimo flamengo (1697)

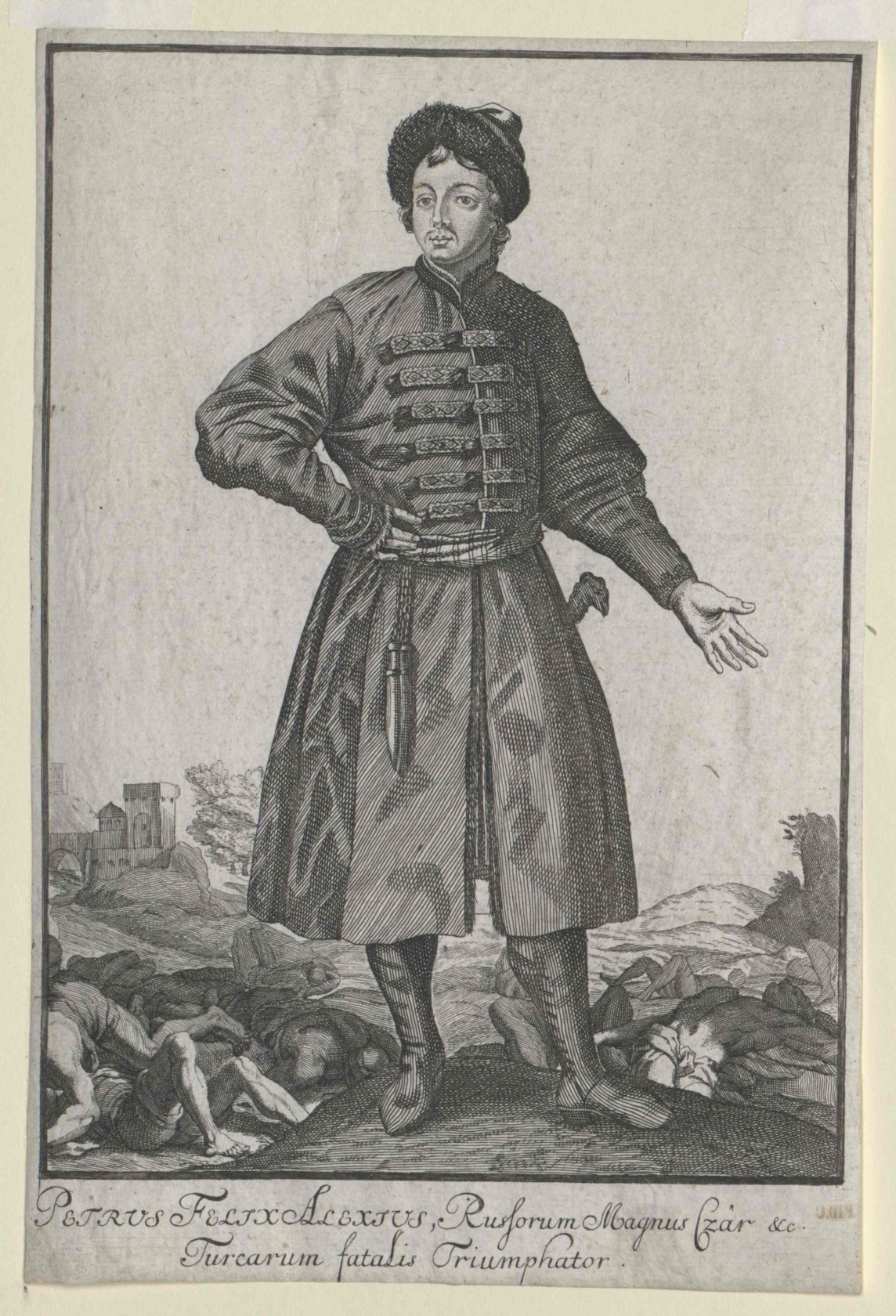
Pedro em traje russo durante a Grande Embaixada

A Grande Embaixada (em russo: Вели́кое посо́льство) foi uma missão diplomática russa para a Europa Ocidental de 9 de março de 1697 a 25 de agosto de 1698 liderada por Pedro, o Grande.

## Descrição
Em 1697 e 1698, Pedro, o Grande embarcou em sua Grande Embaixada. O objetivo principal da missão era fortalecer e ampliar a Liga Sagrada, aliança da Rússia com vários países europeus contra o Império Otomano na luta russa pelo litoral norte do Mar Negro. O czar também procurava contratar especialistas estrangeiros para o serviço russo e adquirir armamentos militares.

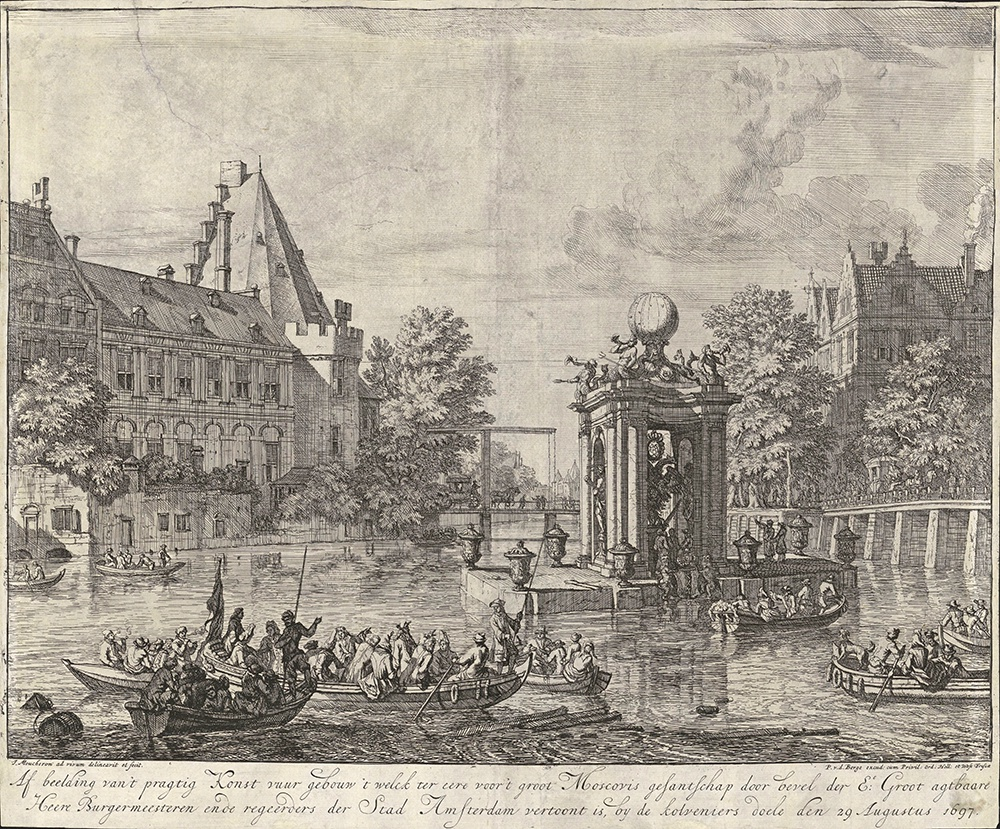
A Grande Embaixada chega em Amsterdam. Espetáculo no rio Amstel em 26 de agosto

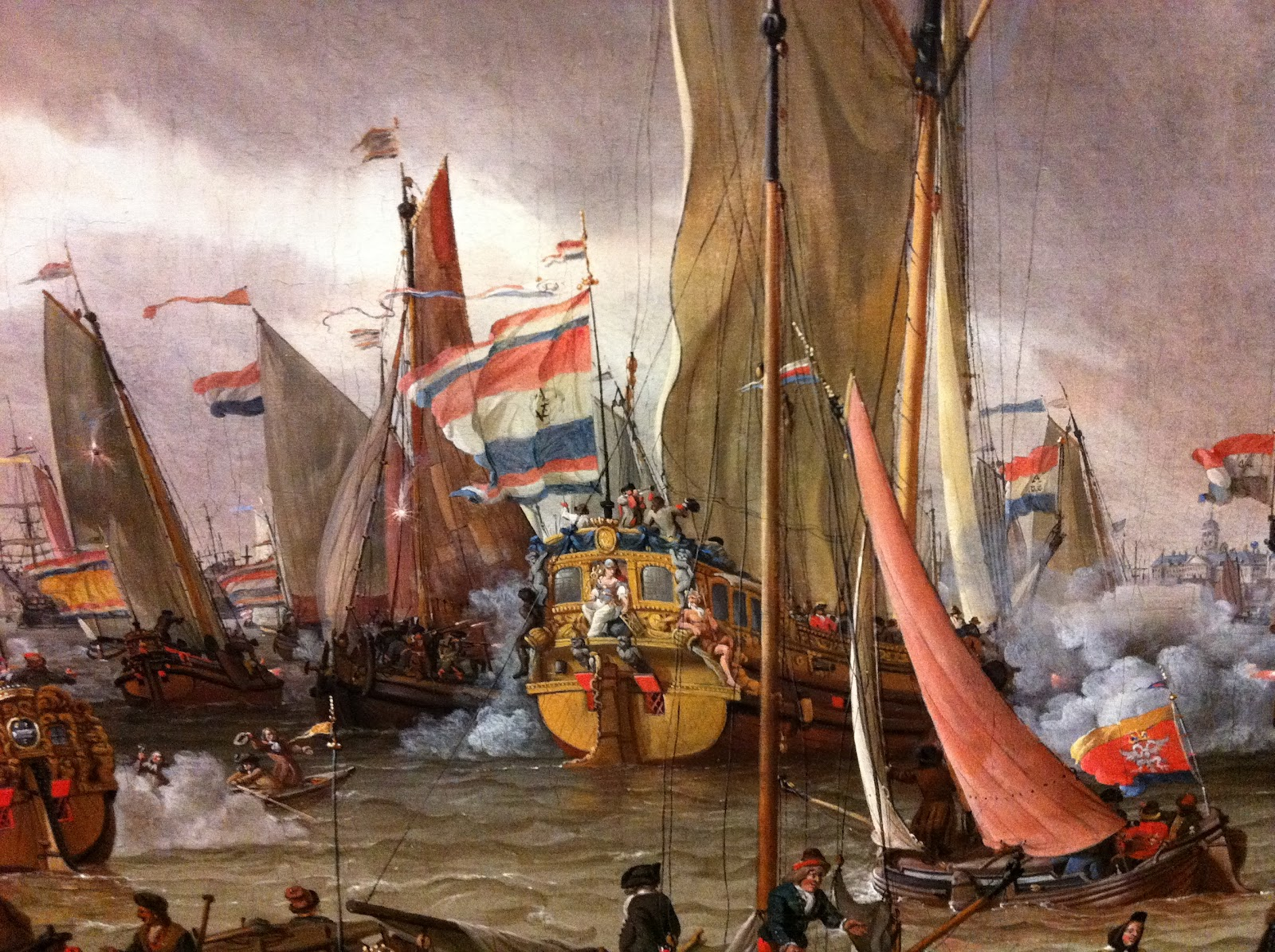
Batalha de prática da Frota Holandesa em honra do Czar, setembro de 1697; por Abraham Storck

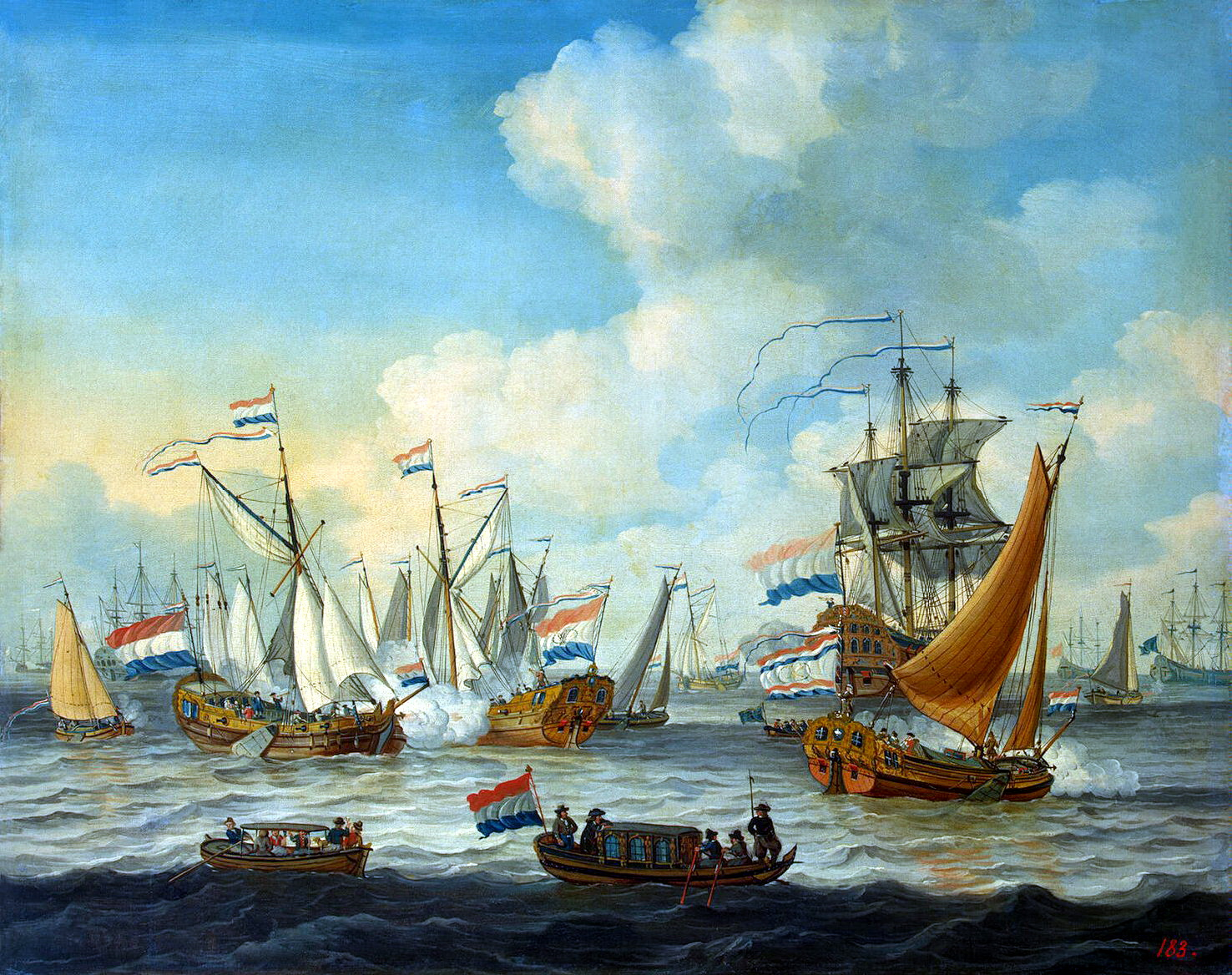
Adam Silo - Manobras da Frota no Zuiderzee em 1 de setembro de 1697

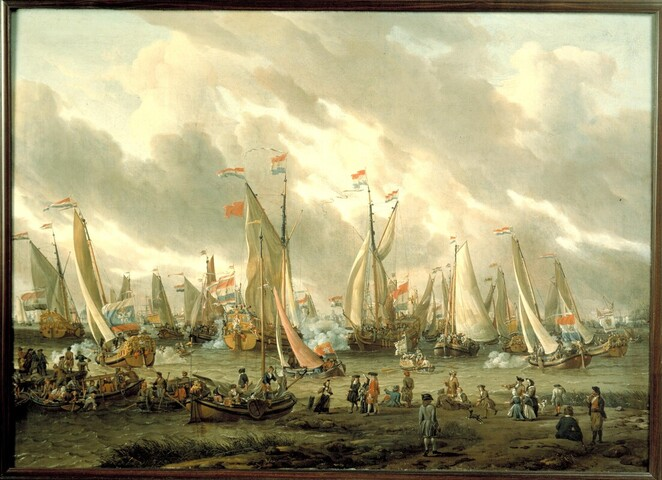
Abraham Storck - Spiegelgevecht op het IJ ter ere van het bezoek van tsaar Peter de Grote van Rusland, 1 de setembro de 1697 - A.0280 - Het Scheepvaartmuseum

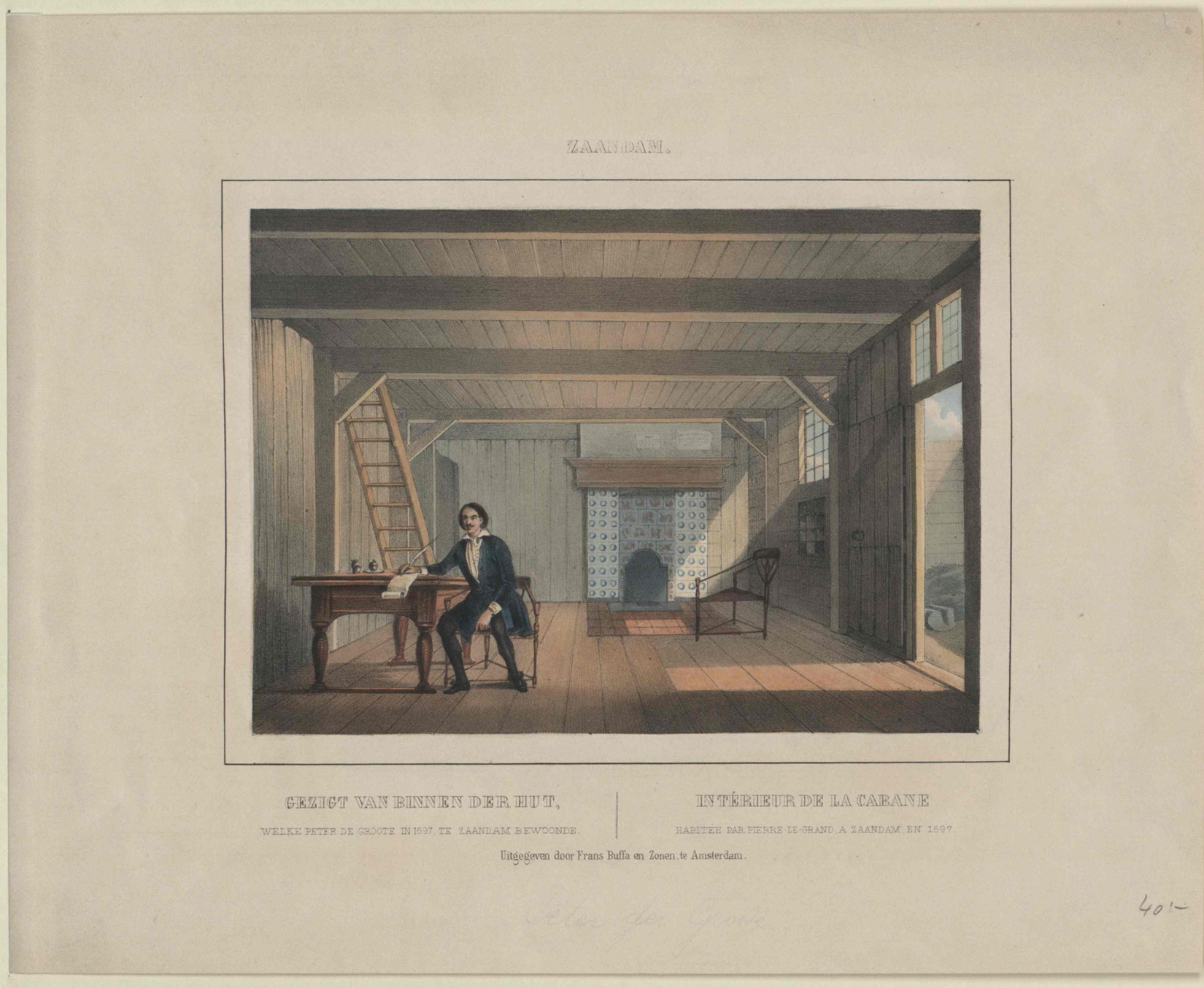
Casa de Pedro I da Rússia em Saardam

Oficialmente, a Grande Embaixada era liderada pelos "grandes embaixadores" Franz Lefort, Fedor Golovin e Prokopy Voznitsyn. Na verdade, era liderada pelo próprio Pedro, que viajou incógnito sob o nome de Pedro Mikhailov. Com 6 feet 8 inches (2,03 m) Pedro era um dos homens mais altos da Europa, fato muito difícil de disfarçar.
Pedro conduziu negociações com Friedrich Casimir Kettler, o Duque da Curlândia, e concluiu uma aliança com o rei Frederico I da Prússia. Chegou à República das Províncias Unidas em meados de agosto de 1697, onde trabalhou incógnito como construtor naval a partir de 1 de setembro.
Em 1 de setembro Pedro assistiu a uma batalha simulada que foi repetida a seu pedido várias semanas depois. Durante a visita a Amsterdam, aprendeu a desenhar navios e gravar com Adam Silo e Ludolf Bakhuysen, pintores de marinhas. Witsen o apresentou a Frederik Ruysch, que lhe ensinou como fazer dissecações, extrair dentes de seus modelos e capturar borboletas. Encontrou-se com Jan van der Heyden, o inventor da mangueira de incêndio. Visitou Jacob de Wilde, que tinha uma conhecida coleção de gemas e moedas, e sua filha Maria de Wilde fez uma gravura do encontro entre Pedro e seu pai, fornecendo evidência visual do "início da tradição clássica da Europa Ocidental na Rússia". A Grande Embaixada visitou os Estados Gerais dos Países Baixos para obter apoio contra o Império Otomano na Segunda Guerra Russo-Turca. Quando Pedro não recebeu esse apoio, deixou o salão e os atônitos participantes, com sua peruca puxada sobre a cabeça. Em 16 de janeiro de 1698 Pedro organizou uma festa de despedida e convidou Johan Huydecoper van Maarsseveen, que teve que sentar entre Lefort e o Czar e beber.
Em 11 de setembro ou 9 de novembro de 1697 Pedro encontrou-se com Guilherme III, que governava tanto os Países Baixos quanto a Inglaterra, e os Estados Gerais em outubro daquele ano. Guilherme estava em Utrecht na época. O encontro entre os dois governantes foi reconhecido como um evento significativo (uma medalha para comemorar a ocasião foi criada). Em seu desejo por uma aliança, Pedro estava preparado para apoiar Guilherme na Guerra dos Nove Anos contra a França, mesmo que o tratado final fosse assinado nove dias depois.
Pedro falhou em expandir a aliança anti-otomana. A Grande Embaixada teve que se limitar a adquirir diferentes equipamentos e contratar especialistas estrangeiros, especialmente em assuntos militares e navais. Em outubro de 1697, Antonie van Leeuwenhoek visitou o Czar em seu barco, ancorado no Schie ou no Arsenal. Nesta ocasião ele presenteou o Czar com um "visor de enguias", para que Pedro pudesse estudar a circulação sanguínea sempre que quisesse.
Por convite de Guilherme, Pedro visitou a Inglaterra em 1698. Partiu em 18 de janeiro de 1698 de Hellevoetsluis e permaneceu por 105 dias.

## Visita à Inglaterra

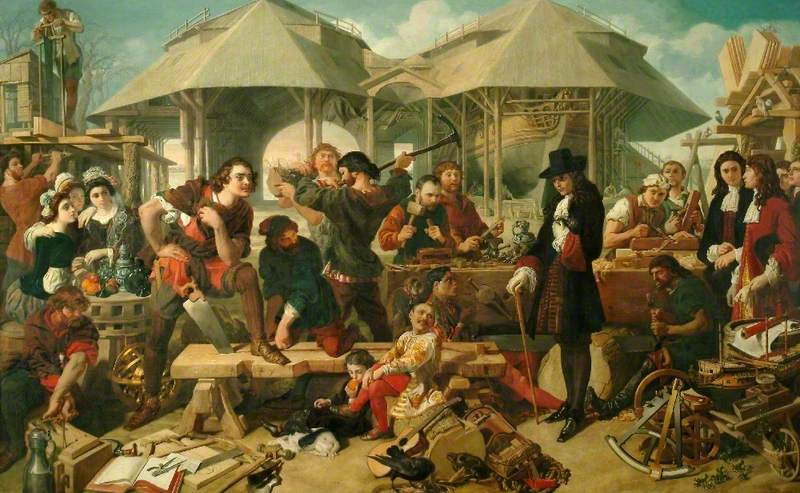
Pedro, o Grande no Estaleiro de Deptford por Daniel Maclise

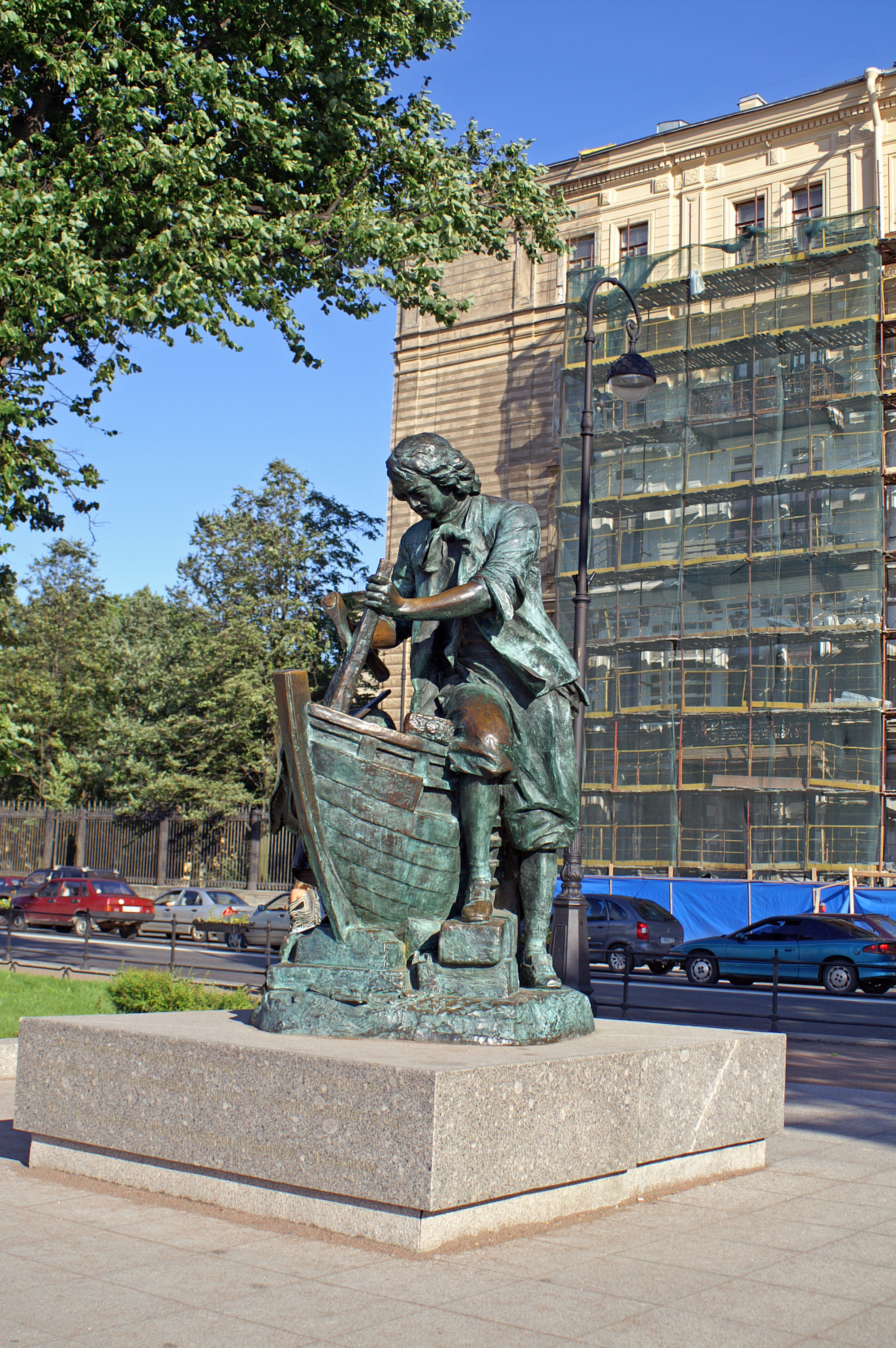
Uma estátua de Pedro I trabalhando incógnito em um estaleiro holandês.

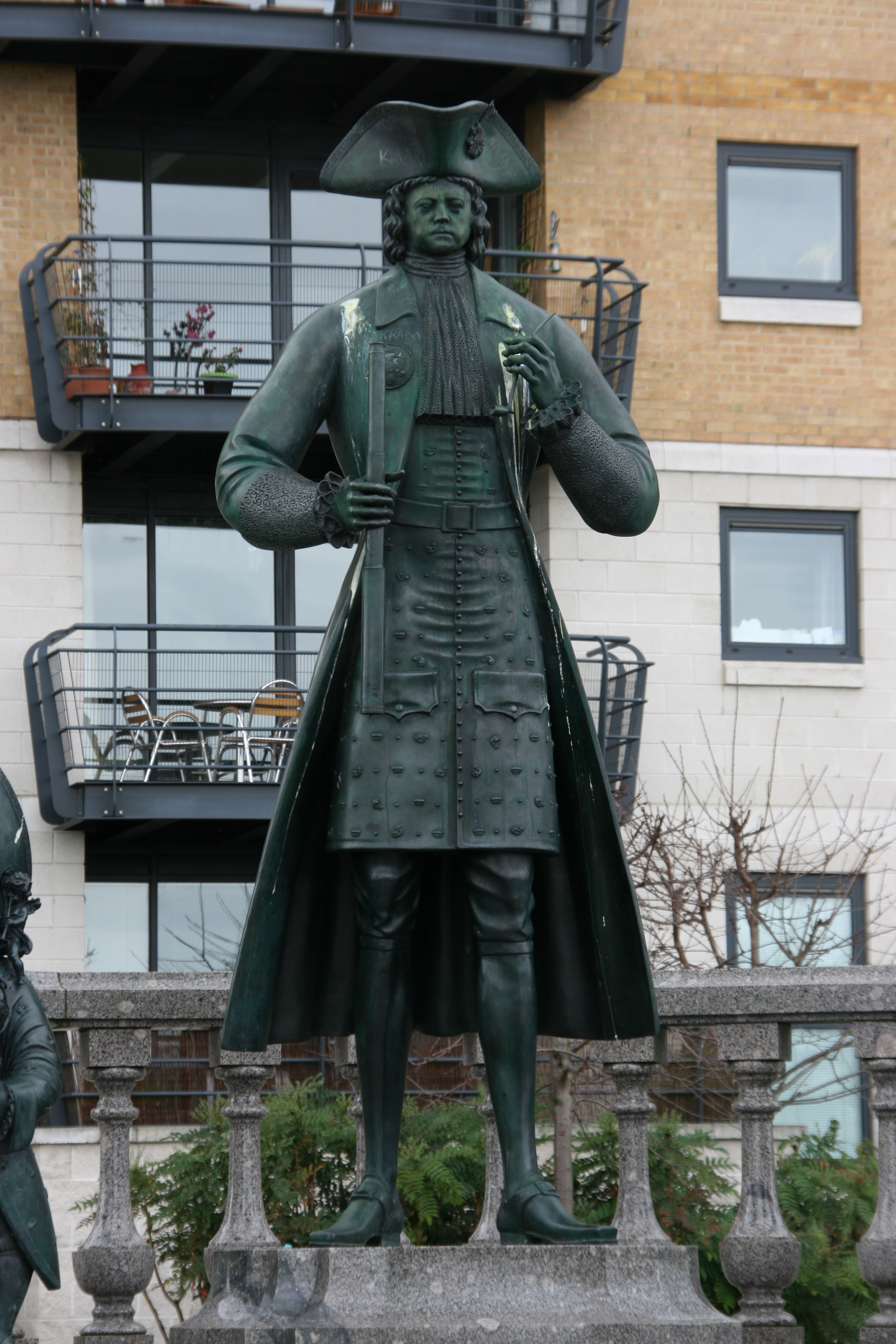
Estátua de Pedro, o Grande, Deptford

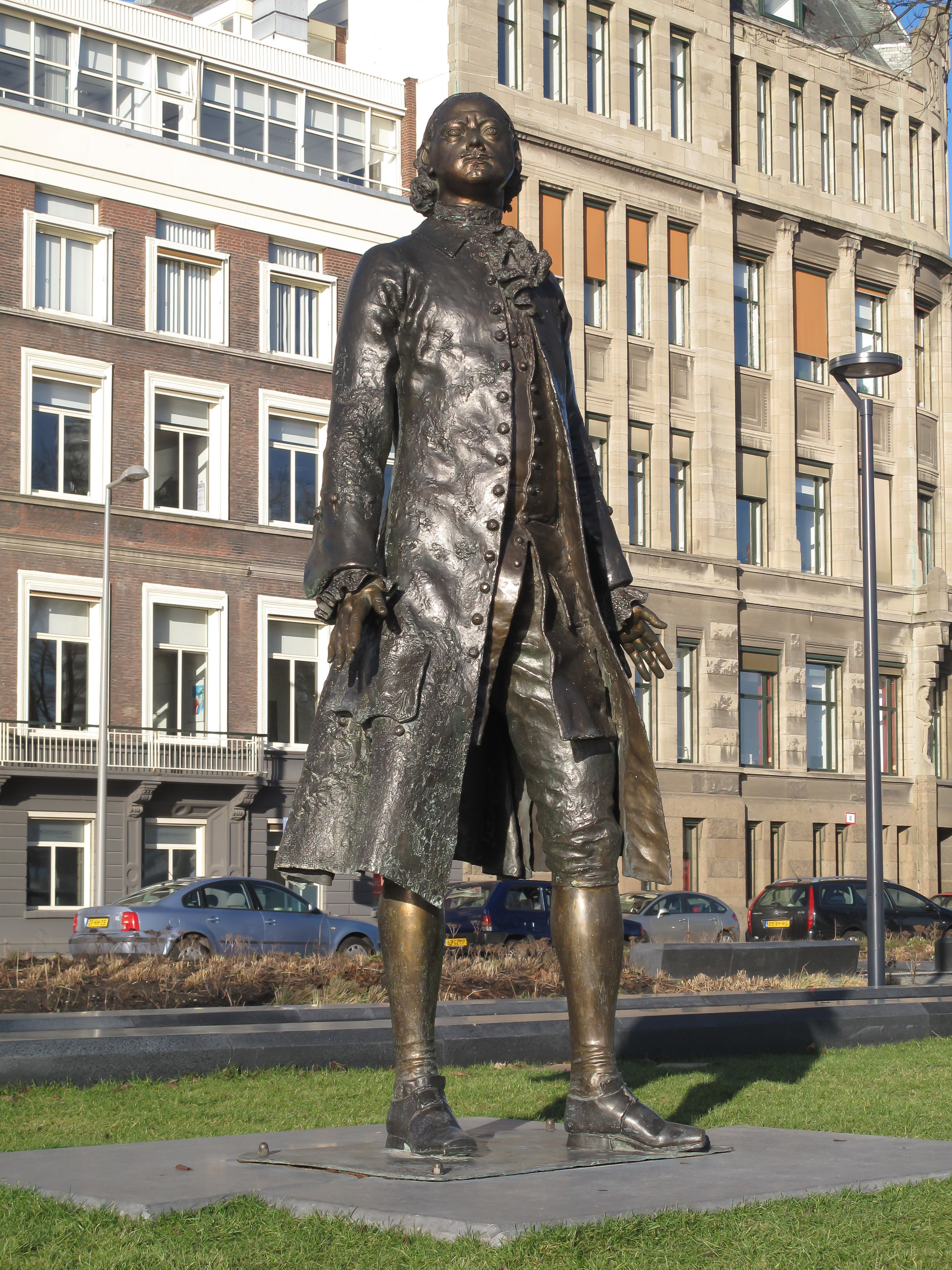
Uma estátua de Pedro em Rotterdam

Pedro e parte da Embaixada chegaram à Inglaterra em 11 de janeiro de 1698 (Estilo Antigo), e partiram em 21 de abril. Seu séquito incluía quatro camareiros, três intérpretes, dois relojoeiros, um cozinheiro, um padre, seis trompetistas, 70 soldados tão altos quanto seu monarca, quatro anões e um macaco. O grupo desembarcou no Watergate da York House, construída em 1672 por George Villiers, 2.º Duque de Buckingham.
Pedro encontrou-se com o Rei Guilherme e sua corte frequentemente de forma informal, mantendo seu método preferido de viajar pela Europa. Em fevereiro, o rei inglês perguntou sobre a data de partida de Pedro depois que táticas de cortar as diárias dos russos e negar seus pedidos por cavalos e carruagem não funcionaram. O czar russo eventualmente escolheu uma data no final de abril.
Por ordem do rei, Peregrine Osborne, Marquês de Carmarthen (depois Duque de Leeds) projetou um iate para ele, que foi nomeado Royal Transport. Carmarthen também se tornou um companheiro de bebida do czar. Pedro ficou encantado que o inglês pudesse acompanhar seu consumo de álcool. Uma lenda foi criada sobre sua bebedeira: o pub que os dois homens frequentavam mudou seu nome para "Czar of Muscovy" ou "Czar's Head", segundo fontes diferentes.
Pedro visitou o Observatório Real, a Casa da Moeda Real, a Sociedade Real, a Universidade de Oxford, bem como vários estaleiros e fábricas de artilharia. Estudou as técnicas inglesas de construção de cidades. Mais tarde usaria esse conhecimento com grande efeito em São Petersburgo. Nos estaleiros reais de Deptford, adquiriu habilidades que mais tarde o ajudaram a criar uma frota russa; estudou no Observatório Real para melhorar as habilidades de navegação russas; no Arsenal de Woolwich aprendeu como produzir artilharia. Embora Pedro tivesse numerosas oportunidades de passar tempo com Isaac Newton, Christopher Wren e Edmund Halley, não se encontrou com eles.
Em vez disso, concentrou-se em seu objetivo de adquirir tecnologia valiosa que "acabou se provando frustrante" nos Países Baixos. Os holandeses tinham uma das operações de estaleiro mais sofisticadas da Europa, mas a maioria de seus métodos de trabalho não estava escrita. Em vez disso, nas palavras do próprio Pedro, eles usavam "medida de intuição e costume não escrito que era difícil de codificar". A decisão de visitar a Grã-Bretanha foi facilmente tomada quando Pedro soube que o estaleiro britânico empregava práticas de "arte e ciência" que podiam ser aprendidas em pouco tempo.
Pedro se encontrou com outros intelectuais notáveis. Enquanto esteve na Grã-Bretanha, teve um caso com Letitia Cross.
Embora inicialmente negasse audiência a eles, Pedro eventualmente se interessou pelos Quakers. Os anciãos da fé tomaram nota disso enviando cinco de seus estadistas, incluindo Thomas Story e William Penn, para se encontrar com ele. Os Quakers presentearam Pedro com a Apologia de Barclay e outras obras Quaker. Pedro desafiou a delegação Quaker sobre a utilidade de sua fé para um estado, já que os adeptos à religião não se juntariam às forças armadas. A delegação apontou que seus valores de fé eram trabalho duro, honestidade e inovação. O monarca russo ficou adequadamente impressionado com o encontro e compareceu, sem aviso, à Reunião da Gracechurch St no domingo seguinte. Diferentemente das conversas com outros através do uso de um intérprete, Penn e Pedro interagiram em alemão, a língua que os dois homens conheciam bem e a casa na Norfolk Street onde Pedro ficou tinha sido "alguns anos antes o refúgio de William Penn". Na época, Penn era o maior proprietário de terras não real do mundo. Os homens se encontraram duas vezes e depois Penn escreveu uma carta lembrando ao governante absoluto da Rússia que, "Se quiseres governar bem, deves governar para Deus; e para fazer isso deves ser governado por Aquele que deu aos reis sua graça para comandar a si mesmos e a seus súditos, e ao povo a graça de obedecer a Deus e a seus reis".

A viagem não foi unilateral em favor da Rússia, no entanto, pois a Inglaterra também se beneficiou da visita de Pedro. O pai de Pedro, Czar Aleixo, havia cortado laços diplomáticos e comerciais com a Inglaterra após a execução do Rei Carlos I em 1649. O comércio entre os dois países declinou precipitadamente e o monopólio da Companhia Moscovita sobre o comércio anglo-russo deteriorou-se em valor. Na época do reinado de Pedro, muitos comerciantes ingleses desejavam obter acesso aos mercados russos graças às grandes quantidades de vários produtos que podiam vender aos russos. Adicionalmente, construtores navais ingleses procuravam a importação de matérias-primas russas (principalmente carvalho) para a Marinha Real. Os ingleses foram parcialmente bem-sucedidos negociando com Pedro para estabelecer laços comerciais mais fortes. O acadêmico notável Arthur MacGregor escreveu sobre o impacto da viagem:
Citação: Por duas décadas seguindo a visita de Pedro, a influência britânica na Rússia atingiu um pico. Manifestou-se no costume social, na prática artesanal e em navios e organização naval. Através da influência da Escola de Matemática e Navegação de Moscou alcançou um setor significativo da população antes que as relações esfriassem novamente e as duas nações se afastassem desta era de cordialidade sem precedentes.
Inicialmente, Pedro ficou na 21 Norfolk Street em Londres. Em 9 de fevereiro o czar e sua corte mudaram-se para Sayes Court, que era adjacente ao Estaleiro de Deptford. Eles subalugaram a casa de John Benbow, que na época alugava a casa de John Evelyn. John Evelyn não se encontrou com Pedro. O grupo russo causou grandes danos tanto à casa quanto aos terrenos. Sir Christopher Wren, o agrimensor real, somou a conta. Totalizou £305 9s 6d e incluiu £3 por "carrinhos de mão quebrados pelo Czar". O dano foi tão extenso que:
Citação: Nenhuma parte da casa escapou de danos. Todos os pisos estavam cobertos de graxa e tinta, e três novos pisos tiveram que ser fornecidos. Os fornos de azulejo, fechaduras das portas, e toda a pintura tiveram que ser renovados. As cortinas, colchas, e roupas de cama estavam 'rasgadas em pedaços.' Todas as cadeiras da casa, somando mais de cinquenta, estavam quebradas, ou haviam desaparecido, provavelmente usadas para alimentar o fogo. Trezentas vidraças foram quebradas e havia 'vinte belas pinturas muito rasgadas e todas as molduras quebradas.' O jardim que era o orgulho de Evelyn estava arruinado.
Em sua partida, Pedro deu à sua amante, Letitia Cross, £500 para agradecê-la por sua hospitalidade. Cross disse que não era suficiente enquanto Pedro respondeu que achava que ela estava sendo paga em excesso.
Em 21 de abril de 1698 Pedro deixou a Inglaterra para a Holanda. Seu iate, o Royal Transport, o acompanhou em parte da jornada pois estava destinado a navegar para a Rússia sem ele. Embora os relatos difiram, Pedro conseguiu reunir entre 60 e até 500 súditos britânicos que entraram no serviço do estado russo. Muitos dos mais notáveis estavam no iate que os levou para Arkhangelsk.

## Retorno à Rússia

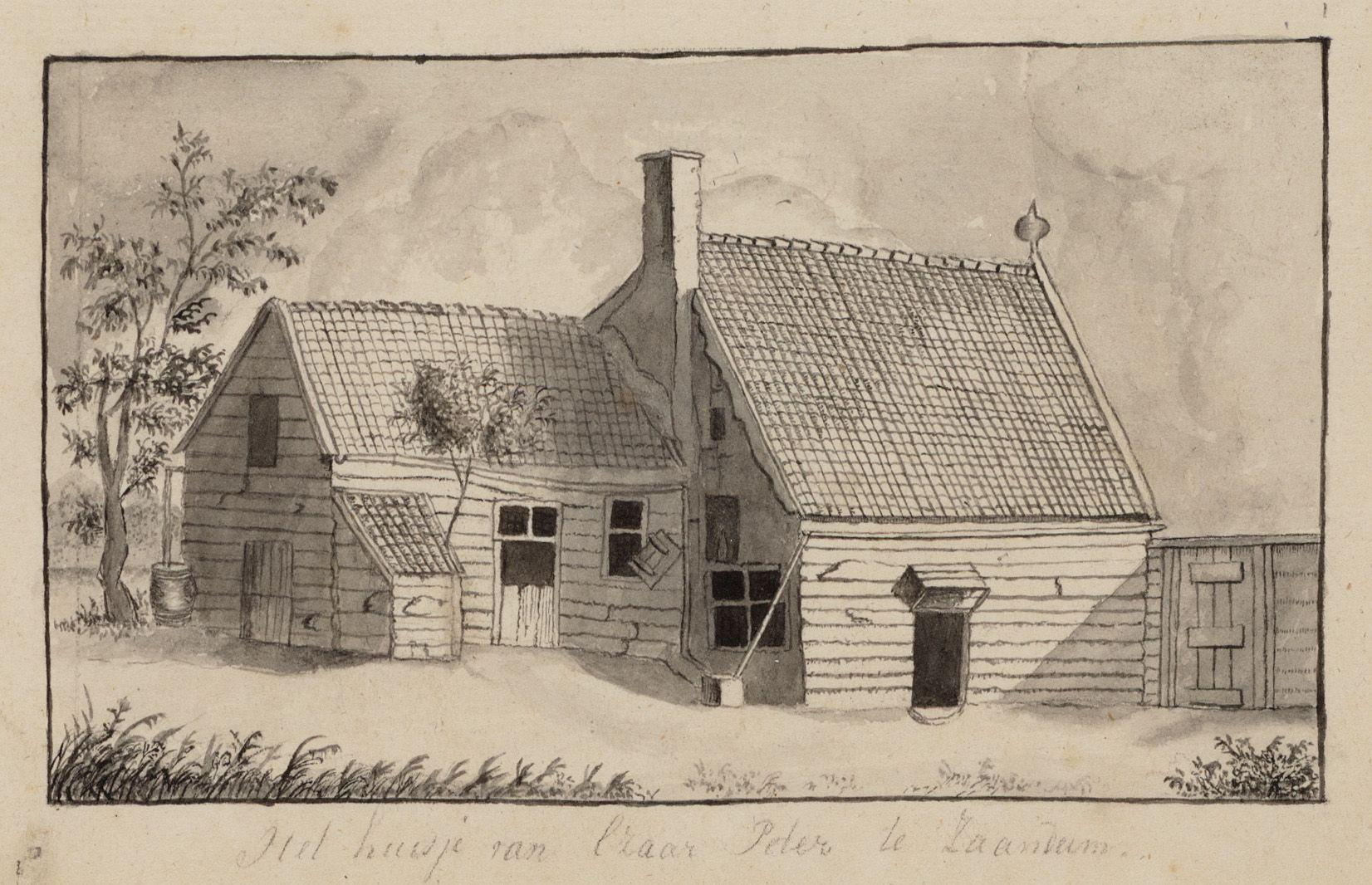
Exterior da Casa do Czar Pedro, Zaandam. Arquivo da Cidade de Amsterdam.

No caminho de volta à Rússia, a Grande Embaixada conduziu negociações infrutíferas em Viena com os antigos aliados da Rússia na Liga Sagrada, o ministro das relações exteriores austríaco e o embaixador veneziano, tentando impedir o tratado de paz separado da Áustria com a Turquia. Uma visita planejada a Veneza foi cancelada devido às notícias sobre a Revolta dos Streltsy em Moscou e o retorno apressado de Pedro à Rússia.
A Grande Embaixada falhou em cumprir seu objetivo principal, mas coletou informações valiosas sobre a situação internacional, constatou a impossibilidade de fortalecer a coalizão anti-turca devido à iminente Guerra de Sucessão Espanhola, e trouxe de volta os planos para obter acesso ao Mar Báltico. Em seu caminho de volta à Rússia, Pedro, o Grande encontrou-se com Augusto II da Polônia-Lituânia em Rava-Ruska e conduziu negociações com ele, que formariam a base para a aliança russo-polonesa contra a Suécia na Grande Guerra do Norte.